# 東天井岳
東天井岳（ひがしてんじょうだけ）は、長野県安曇野市と松本市との境にある標高2,814 mの山である。飛騨山脈（常念山脈）に属する。「ひがしてんしょうだけ」とも呼ばれ、また漢字では「東大天井岳」とも表記される。
かつては二俣小屋という山小屋が建っていたが、現在は石垣が残るだけになっている。

## ギャラリー

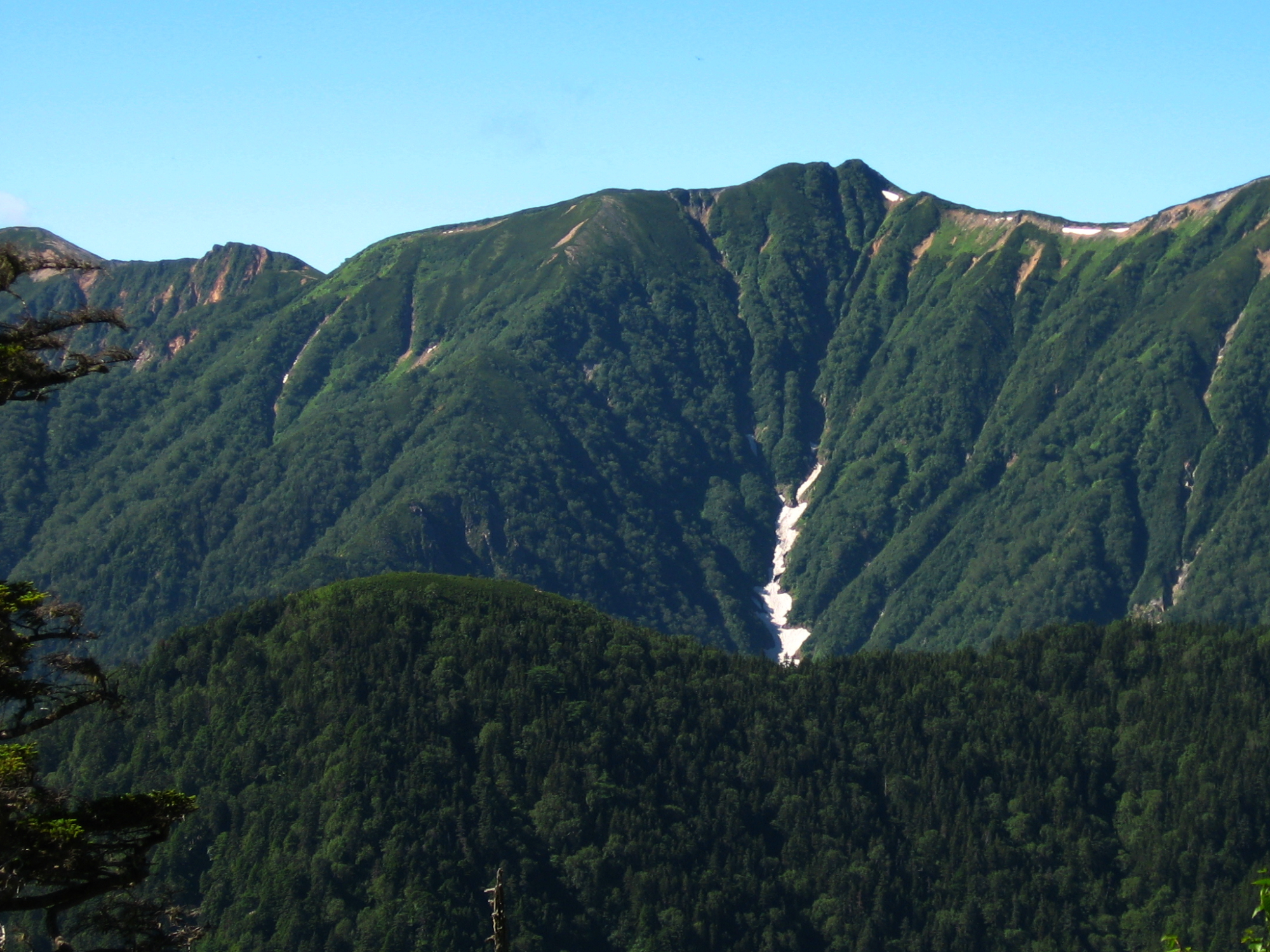
合戦尾根より東天井岳（2007年8月撮影）